# Sertularia macrocarpa
Sertularia macrocarpa is een hydroïdpoliep uit de familie Sertulariidae. De poliep komt uit het geslacht Sertularia. Sertularia macrocarpa werd in 1884 voor het eerst wetenschappelijk beschreven door Bale. 